# Skepta
Џозеф Олајтан Аденуга Млађи (енгл. Joseph Olaitan Adenuga Jr.; Лондон, 19. септембар 1982), познат као Skepta, британски је репер и музички продуцент.

## Детињство и младост
Џозеф Олајтан Аденуга Млађи је рођен 19. септембра 1982. године у Лондону. Син је нигеријанских родитеља. Најстарији је од четворо деце.

## Приватни живот
има једно дете — ћерку.

## Дискографија
Студијски албуми
- (2007)
- (2009)
- (2011)
- (2016)
- (2019)

Заједнички албуми
- (са -ом и Young Adz-ом) (2020)

Микстејпови
- (2006)
- (2010)
- (2011)
- (2012)
- (2015)
- (2021)